# Калганчиха
Калганчиха — река в России, протекает по Свердловской области. Устье реки находится в 54 км по правому берегу реки Тагил. Длина реки составляет 16 км. В 3,4 км от устья по правому берегу впадает река Балакина.

## Данные водного реестра
По данным государственного водного реестра России относится к Иртышскому бассейновому округу, водохозяйственный участок реки — Тагил от города Нижний Тагил и до устья, речной подбассейн реки — Тобол. Речной бассейн реки — Иртыш.
Код объекта в государственном водном реестре — 14010501512111200005781.